# Rhodophthitus conspersa
Rhodophthitus conspersa är en fjärilsart som beskrevs av W. Warren 1909. Rhodophthitus conspersa ingår i släktet Rhodophthitus och familjen mätare. Inga underarter finns listade.